# Heorhij Majboroda
Heorhij Ilarionowytsch Majboroda (ukrainisch Георгій Іларіонович Майборода, russisch Георгий Илларионович Майборода /Georgi Illarionowitsch Maiboroda; * 18. Novemberjul. / 1. Dezember 1913greg. in Pelechiwschtschyna, Gouvernement Poltawa, Russisches Kaiserreich; † 6. Dezember 1992 in Kiew, Ukraine) war ein sowjetischer und ukrainischer klassischer Komponist. 

## Leben
Heorhij Majboroda kam auf einem Gehöft in der heutigen ukrainischen Oblast Poltawa zur Welt.
1941 schloss er sein Studium am Kiewer Konservatorium bei Lewko Rewuzkyj ab. Am Deutsch-Sowjetischen Krieg nahm er als Soldat der Roten Armee teil. Zwischen 1952 und 1958 lehrte er am Kiewer Konservatorium Musiktheorie. Von 1967 bis 1968 war er Vorsitzender der Union der Komponisten der Ukraine und außerdem war er zwischen 1967 und 1980 Abgeordneter der Werchowna Rada der USSR.
Er starb 79-jährig in Kiew und wurde dort auf dem Baikowe-Friedhof beigesetzt.

## Werk
Heorhij Majboroda komponierte unter anderem die Opern „Milan“ (1957), „Arsenal“ (1960) und „Taras Schewtschenko“ (1964) die alle am Taras-Schewtschenko-Opernhaus in Kiew uraufgeführt wurden sowie 1973 die Oper „Jaroslaw der Weise“. Außerdem schrieb er drei Symphonien (1940, 1952, 1976), ein Konzert für Stimme und Orchester (1969) sowie Lieder zu Texten von Wolodymyr Sosjura, Teren Massenko (Терень Масенко), Adam Mickiewicz, Lessja Ukrajinka, Iwan Franko und Pawlo Tytschyna.

## Ehrungen
1960 erhielt er den Titel Volkskünstler der UdSSR und 1963 wurde er mit dem Taras-Schewtschenko-Preis ausgezeichnet, nachdem sein Bruder Platon Majboroda, der ebenfalls Komponist war, im Jahr zuvor ausgezeichnet wurde. Außerdem wurde ihm der Leninorden und der Orden des Roten Banners der Arbeit verliehen.